# Джон Роберт Селскі
Джон Роберт Селскі (англ. John Robert Celski, МФА: /ˈsɛlski/, 17 липня 1990) — американський ковзаняр, спеціаліст із шорт-треку, призер олімпійських ігор, чемпіон світу.
Джон Роберт Селскі народився в Монтереї, де його батько служив у армії, у польсько-філіппінській родині, яка потім перебралася до міста Федерал-Вей, Вашингтон. До занять шорт-треком Селскі займався бігом на роликових ковзанах.
Селскі виграв дві золоті медалі на чемпіонаті світу 2009, що проходив у Відні — на дистанції 3000 м і в естафеті. На Олімпіаді у Ванкувері, він здобув дві бронзові медалі — на дистанції 1500 м і, знову, в складі естфетної команди. На чемпіонаті світу 2010 на його рахунку срібна й дві бронзові медалі.